# Lettland i Eurovision Song Contest 2012
Lettland deltog i Eurovision Song Contest 2012 i Baku i Azerbajdzjan. Landet valde bidrag genom sin nationella uttagning Eirodziesma som bestod av två semifinaler den 7 och 14 januari, följt av en final den 18 februari. Varje semifinal innehöll 10 bidrag och 5 från varje semifinal tog sig vidare till finalen. Hela tiden användes 50% jury och 50% telefonröster för att få fram resultaten.

## Uttagningen
Artister kunde skicka in bidrag mellan den 1 september och den 14 oktober 2011. Mellan den 20 oktober och den 1 november kunde vem som helst gå in på den officiella hemsidan och ge en röst till ett av bidragen. För att undvika partisk röstning doldes namnen på artisterna som sjöng låtarna. Röstningen användes endast som en rekommendation till den jury som skulle välja de 20 artister som skulle få delta i semifinalerna. Totalt skickades 71 bidrag in varav mer än hälften kom in den sista dagen. 69 av bidragen uppfyllde tävlingens krav och fick vara med i omröstningen. De flesta låtarna var på engelska och endast fem på lettiska. Totalt så spelades de 69 låtarna 317 132 gånger under omröstningen och röster registrerades från 74 olika länder över hela världen. Den 8 november släpptes listan på de 20 låtar som valts ut av juryn samt deras låtskrivare. Den 1 december avslöjades artisterna för varje bidrag och även vilken semifinal de skulle framföras i, samt deras startordning.

### Första semifinalen
Den första semifinalen hölls den 7 januari. Programledare var Valters Fridenbergs och Kristine Virsnite. De fem låtar som gick vidare till finalen var "I want you back", "Celebration", "We can change the world", "My world" och "Disco Superfly".
|    | Artist                          | Sång                             | Låtskrivare                                           |
| -- | ------------------------------- | -------------------------------- | ----------------------------------------------------- |
| 1  | Atis Ieviņš                     | "Dancer"                         | Artūrs Mangulis                                       |
| 2  | Nikolajs Puzikovs               | "Mīlestības nevar būt par daudz" | Artūrs Palkevičs, Guntars Račs                        |
| 3  | Maia                            | "No Limits To Dream"             | Edgars Beļickis, Edgars Jass, Raitis Aukšmuksts, Maia |
| 4  | Samanta Tīna & Dāvids Kalandija | "I Want You Back"                | Mārtiņš Grunte, Oskars Maizītis                       |
| 5  | Angelina & Alisa May            | "Rollin’ Up"                     | Jevgeņijs Ustinskovs, Alisa May                       |
| 6  | Laura Bicāne & Romāns Sladzis   | "Freakin’ Out"                   | Laura Bicāne                                          |
| 7  | Paula Dukure                    | "Celebration"                    | Edijs Dukurs, Miks Dukurs                             |
| 8  | Andris Ābelīte                  | "We Can Change The World"        | Andris Ābelīte                                        |
| 9  | Rūta Dūduma                     | "My World"                       | Rūta Dūduma                                           |
| 10 | PeR                             | "Disco Superfly"                 | Ralfs Eilands, Edmunds Rasmanis, Ralfs Eilands        |

### Andra semifinalen
Den andra semifinalen hölls den 14 januari. Programledare var Valters Fridenbergs och Jolanta Strikaite. De fem låtar som gick vidare till finalen var "Beautiful song", "She's a queen", "You are a star", "Music thief" och "Stars are my family".
|    | Artist                    | Sång                  | Låtskrivare                       |
| -- | ------------------------- | --------------------- | --------------------------------- |
| 1  | Miks Dukurs & NBC         | "Sweet For Me"        | Miks Dukurs, Georgijs Girbu       |
| 2  | Valters Gleške & Lība Ēce | "Better World"        | Valters Gleške, Māris Orehovs     |
| 3  | The 4                     | "Get It Started"      | BuGaGa Project, Sandris Vestmanis |
| 4  | Anmary                    | "Beautiful Song"      | Ivars Makstnieks, Rolandiņš       |
| 5  | Paul Swan                 | "Wanna Be With You"   | Kaspars Pudniks, Paul Swan        |
| 6  | Roberts Pētersons         | "She’s a Queen"       | Austris Rietums, Līga Markova     |
| 7  | Samanta Tīna              | "For Father"          | Elmārs Orols, Samanta Tīna        |
| 8  | Elizabete Zagorska        | "You Are a Star"      | Atis Auzāns, Kārlis Streips       |
| 9  | Mad Show Boys             | "Music Thief"         | Garijs Poļskis                    |
| 10 | Triānas parks             | "Stars Are My Family" | Aivars Rakovskis, Agnese Rakovska |

### Finalen
Finalen gick av stapeln den 18 februari i staden Ventspils och innehöll 10 bidrag. Den hölls i teaterhuset Juras varti. Värdar i finalen var Jolanta Strikaite, Kristine Virsnite och Valters Fridenbergs. Sångerskan Marie N som vunnit Eurovision Song Contest 2002 för Lettland var gästartist. Andra gästartister var Sinplus, Musiqq, Olga Rajecka och DaGamba. De tre bidrag som fick flest röster gick vidare till den så kallade "superfinalen". De låtar som tog sig vidare dit var "Beautiful Song", "I want you back" och "Music thief". Vinnare i finalen blev Anmary med låten "Beautiful song".
|    | Artist                          | Sång                      | Plats |
| -- | ------------------------------- | ------------------------- | ----- |
| 2  | Samanta Tīna & Dāvids Kalandija | "I Want You Back"         | 2     |
| 5  | Paula Dukure                    | "Celebration"             | 6     |
| 6  | Andris Ābelīte                  | "We Can Change The World" | 6     |
| 1  | Rūta Dūduma                     | "My World"                | 4     |
| 3  | PeR                             | "Disco Superfly"          | 5     |
| 8  | Elizabete Zagorska              | "You Are a Star"          | 10    |
| 7  | Anmary                          | "Beautiful Song"          | 1     |
| 10 | Roberts Pētersons               | "She’s a Queen"           | 6     |
| 4  | Triānas parks                   | "Stars Are My Family"     | 9     |
| 9  | Mad Show Boys                   | "Music Thief"             | 3     |

## Vid Eurovision
Lettland deltog i den första semifinalen den 22 maj. Där hade de startnummer 4. De tog sig inte vidare till final.